# コンプレックス商法
コンプレックス商法（コンプレックスしょうほう）とは、消費者の劣等感を改善させるための商法。ここでのコンプレックスは一般的な用語で「劣等感、劣等コンプレックス」という意味である。

## 概要
身長、体型、ニキビ跡などの肌の状態、顔の造作など、頭髪、性的魅力などで世間一般の人々と比較した際に劣っている部分に関して改善をする役務を提供している。美容整形手術、施術、改善する機器や薬品、サプリメント、食品などを販売している。
宣伝広告などで過剰な劣等感や危機感を煽る手法を取る業者もある。
歯科医院における口臭対策やホワイトニングの掲示での案内程度から、悪徳商法としての過剰な宣伝広告まで勧誘の程度は様々である。問題が発生した場合、劣等感と関係するために契約者にとっては口外しづらく、潜在的な被害者が数多く存在すると考えられている。